# Marinens Musikkår
Marinens musikkår (deutsch: Marinemusikkorps) ist das Blasmusikkorps der schwedischen Marine. Es wurde 1685 gegründet und hat seinen Standort in Karlskrona. Führungskommando für den Militärmusikdienst der Schwedischen Wehrmacht ist der Stab Militärmusik Försvarsmusiken (FöMus).
Das Musikkorps wird bei Truppenzeremonien und Konzerten in Südschweden sowie für den protokollarischen Ehrendienst zu Fuß eingesetzt. Hierzu zählen das Staatszeremoniell von König, Regierung, Reichstag und der Admiralität und Generalität sowie Paraden bei der Wachablösung. Auch Konzerte mit dem sinfonischen Blasorchester sowie mit kleineren, kammermusikalischen Besetzungen gehören zum Betätigungsfeld. Im Marinemusikkorps Karlskrona dienen 36 Militärmusiker, die analog zur Marine mit der Uniform m/1948 der Marine ausgestattet sind.

## Besetzung
2 Flöten, 1 Oboe, 7 Klarinetten, 1 Fagott, 2 Saxophone, 3 Waldhörner, 4 Trompeten/Kornette, 3 Posaunen, 1 Euphonien, 2 Tuben, 1 Kontrabass und 3 Schlagzeuger.

## Geschichte
Das heutige Marinemusikkorps entstand anlässlich der Einweihung der Admiralitätskirche Kungliga Amiralitetskyrkans 1685 als Marinemusik in Karlskrona. 1780 erfolgte die Aufgliederung in zwei Klangkörper für das 1. sowie das 2. Marineregiment Första und Andra volontärregementet. Dieses wurde in 1804 vom Musikkorps des Marineartillerieregimentes abgelöst. Ab 1871 wurde ein neues Musikkorps der Marine durch Musiker anderer Musikkorps in Karlskrona aufgestellt, das aber bis 1915 nur mit Blechblasinstrumenten besetzt war. Der erste Musikdirektor war Musikhauptwachtmeister des Marineartillerieregiments August Friedrich Fiedler, der 1873 von Musikdirektor Frans Ferdinand Heimdahl abgelöst wurde.
Das Marinemusikkorps Karlskrona wurde 1957 mit allen Musikkorps von Heer, Kriegsmarine und Luftstreitkräfte zur Militärmusik unter einem Fachbereichsleiter und Inspekteur der Militärmusik zusammengeführt. Die 25 Musikkorps der Militärmusik wurden 1971 in die „Regionsmusik“ außerhalb der Streitkräfte überführt und 1988 aufgelöst. Das Musikkorps in Karlskrona wurde aber nicht aufgelöst und 1993 wieder in die Streitkräfte aufgenommen. 2009 wurde es der Livgarde zugeordnet.
Es wurde für die schwedischen Truppen in Kosovo und Afghanistan eingesetzt sowie in Deutschland, Frankreich, Litauen, Finnland, England, Norwegen, Dänemark, Russland und Kanada.

## Namen
- Sjöartilleristernas musikkår, 1804–1824
- Sjöartillerikårens musikkår, 1824–1832
- Sjöartilleriregementets musikkår, 1832–1845
- Marinregementets musikkår, 1845–1877 (existierte neben dem 1862 gegründeten Flottans musikkår i Karlskrona weiter)
- Flottans musikkår i Karlskrona, 1862–1957
- Flottans musikkår, 1957–1960
- Militärmusikkåren i Karlskrona, 1960–1971
- Regionmusiken Karlskrona („Flottans musikkår“), 1971–1993
- Marinens musikkår, 1993–

## Musikdirektoren
- August Friedrich Fiedler, 1862–1875
- Frans Ferdinand Heimdahl, 1875–1915
- Georg Ringvall, 1915–1935
- Harry Olsson, 1935–1944
- John Skoglöf, 1944–1957
- Sune Sundberg, 1957–1960
- Åke Dohlin, 1960–1973
- Per Ohlsson, 1973–1975
- Egon Kjerrman, 1975–1979
- Folke Nilsson, 1979–1989
- vakant, 1989–1993
- Per Ohlsson, 1993–1998
- Andreas Hanson, 1998–2010
- vakant, 2010–heute

## Galerie

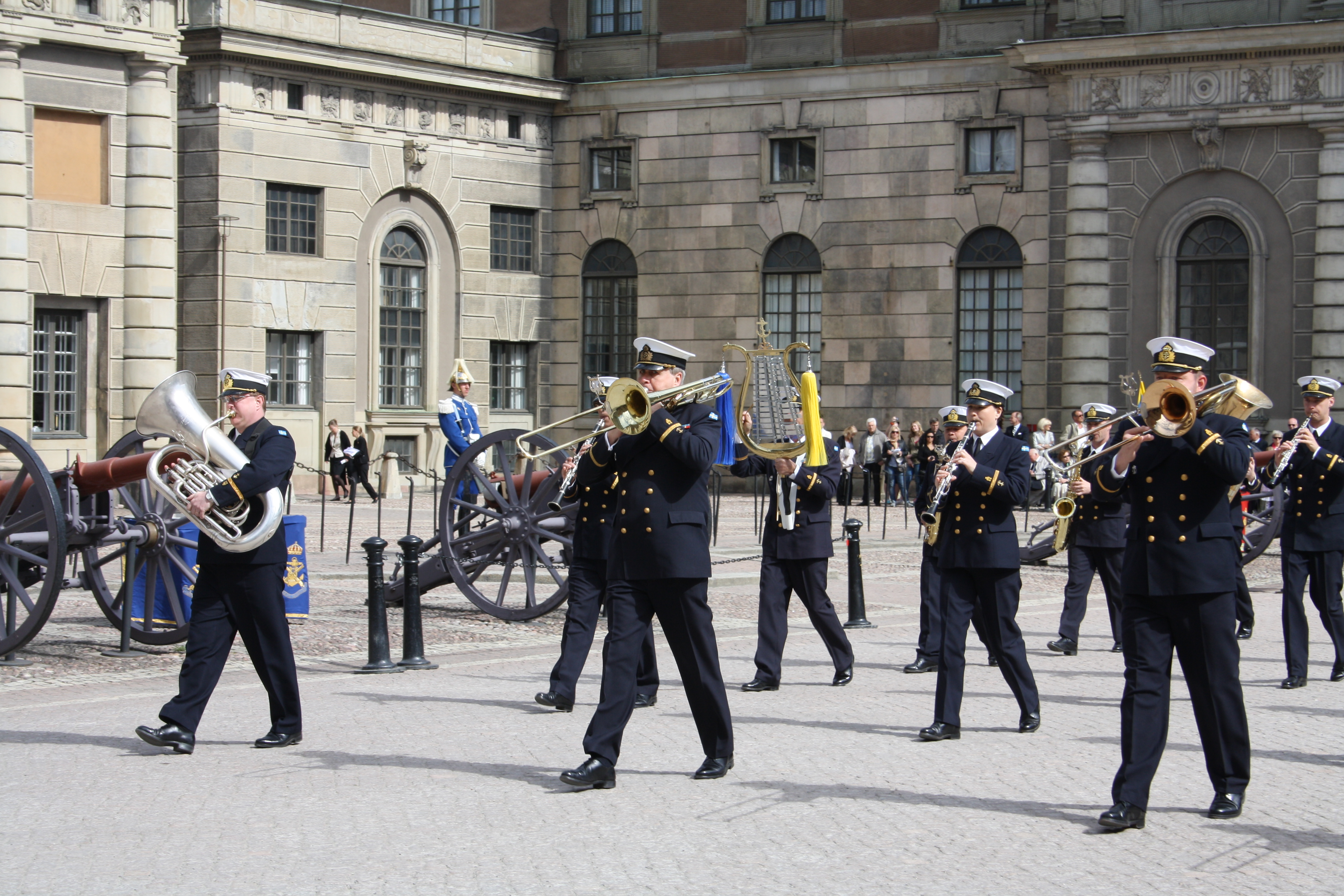
Marine Musik 2011
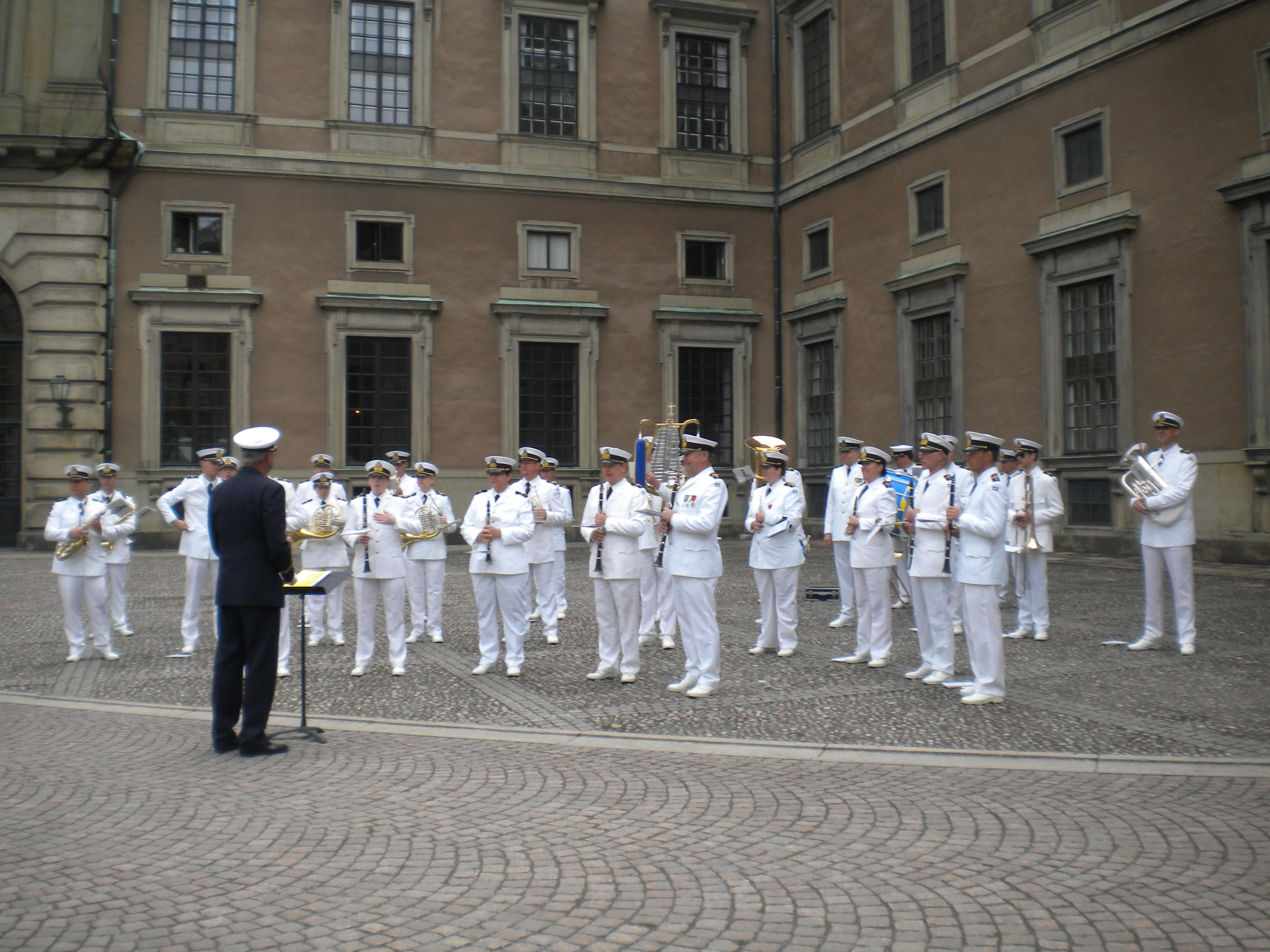
Marine Musik 2012
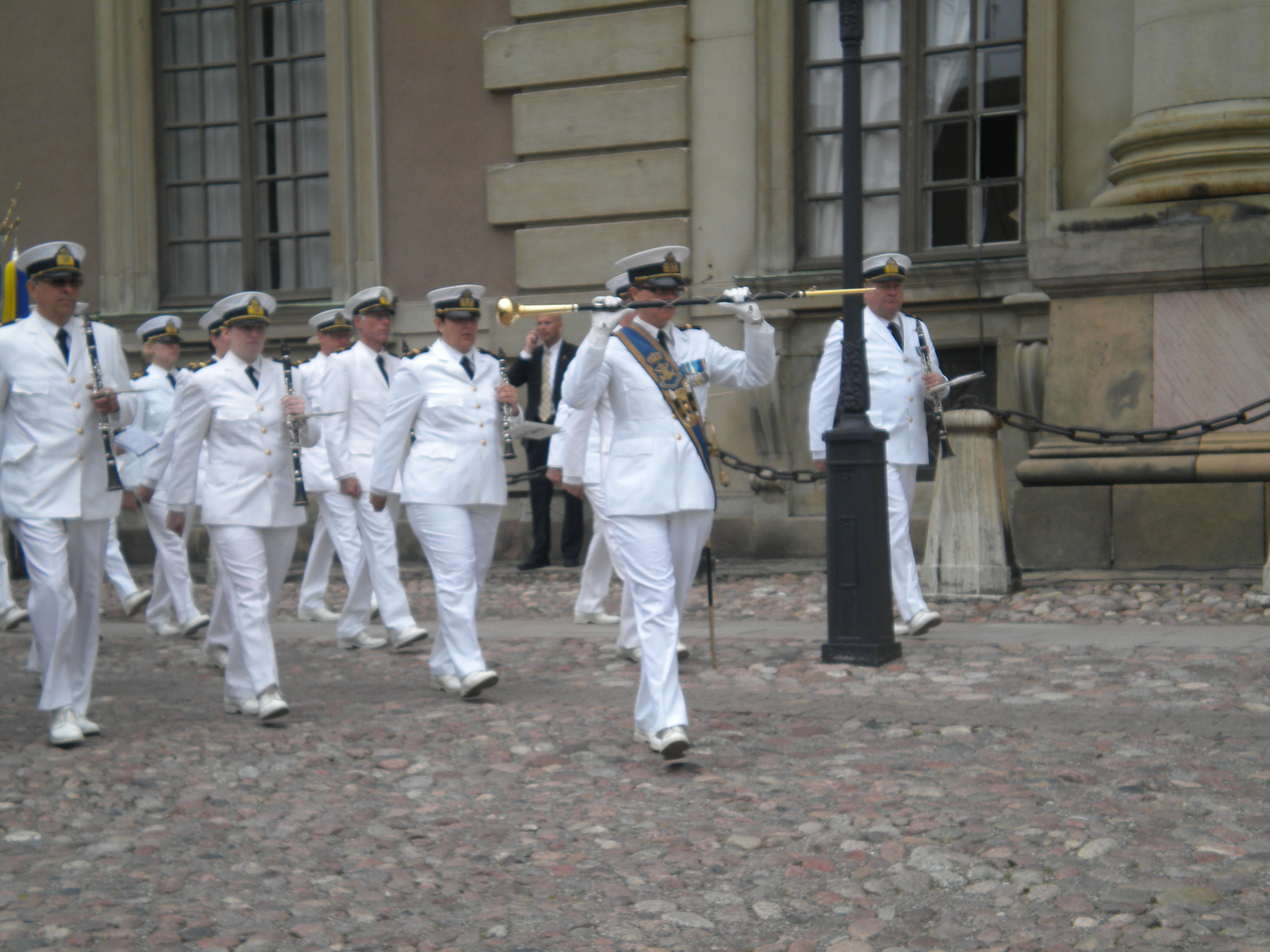
Nationalfeiertag 2012
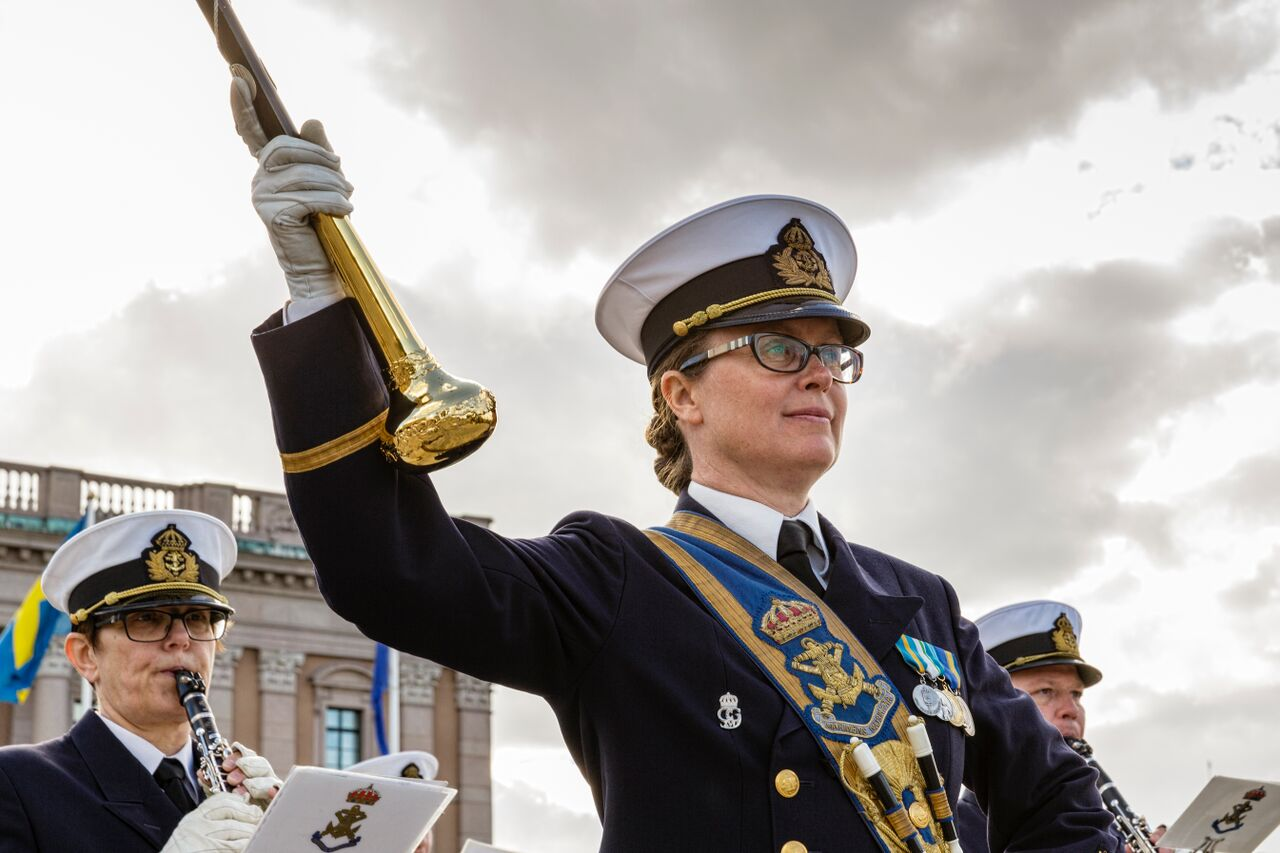
Flaggtambour
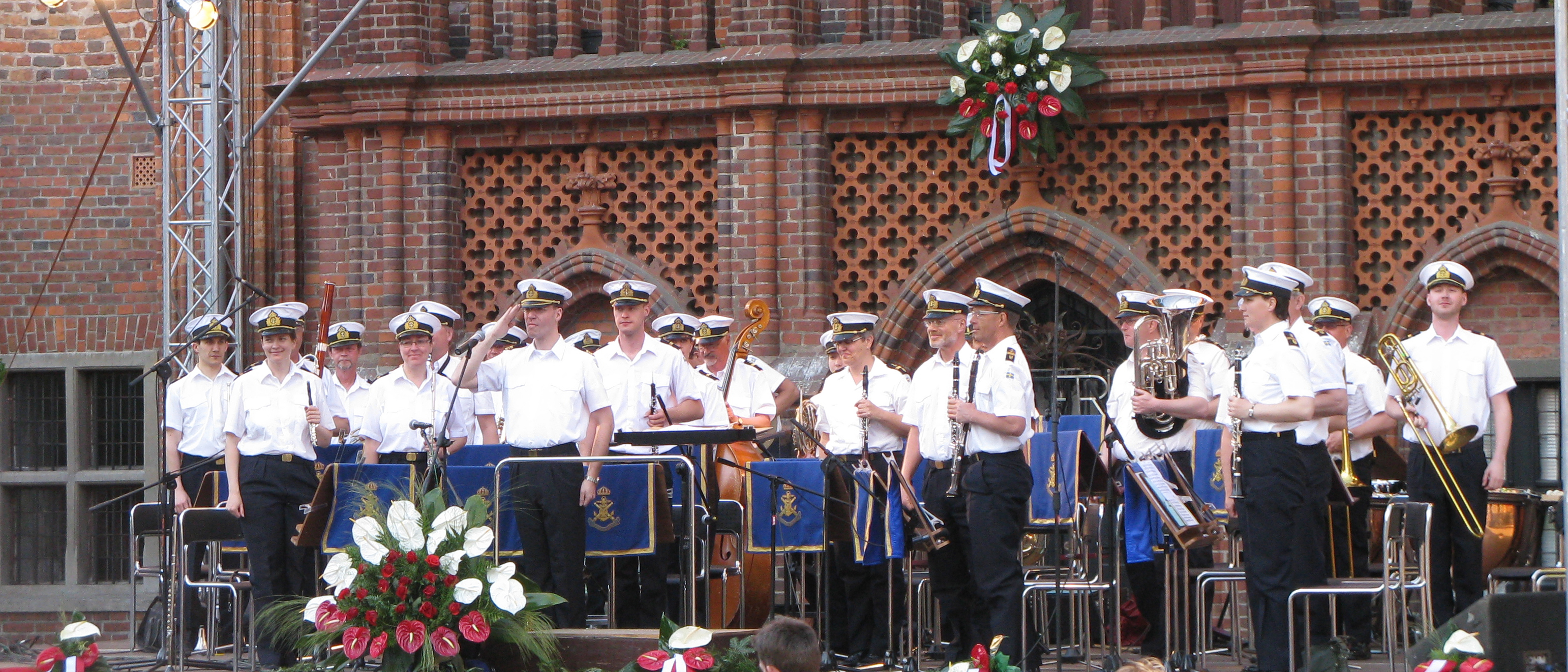
In Toruń
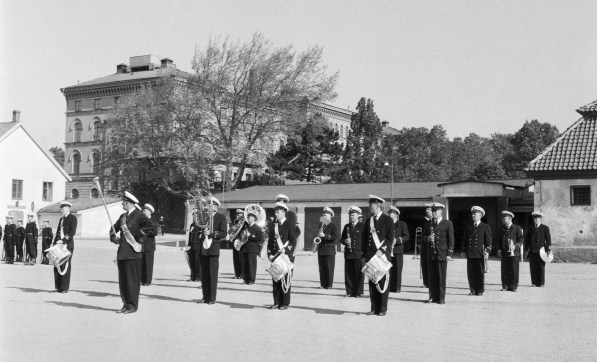
Marine Musik 1958
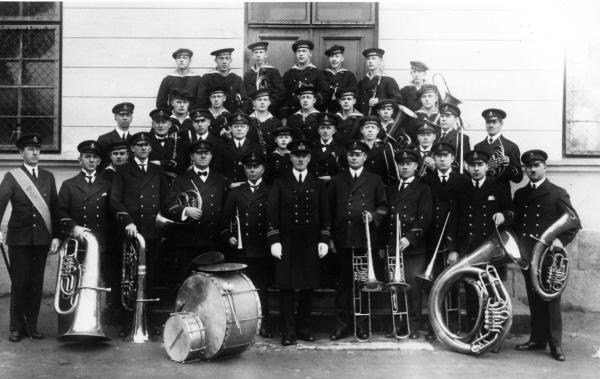
Marine Musik 1928